# Phaonia incana
Phaonia incana är en tvåvingeart som först beskrevs av Christian Rudolph Wilhelm Wiedemann 1817.  Phaonia incana ingår i släktet Phaonia, och familjen husflugor. Arten är reproducerande i Sverige.